# Иран на летних Олимпийских играх 2016
Иран на летних Олимпийских играх 2016 года был представлен 63 спортсменами в 15 видах спорта. 23 января 2016 года было объявлено, что право нести национальный флаг на церемонии открытия Игр будет доверено паралимпийской чемпионке 2012 года в стрельбе из лука Захре Немати, а на церемонии закрытия флаг нёс волонтёр соревнований. По итогам соревнований на счету иранских спортсменов было 3 золотых, 1 серебряная и 4 бронзовых медалей, что позволило сборной Ирана занять 25-е место в неофициальном медальном зачёте.

## Медали
| Золото  |                |                                           |            |
| №       | Спортсмены     | Вид спорта (дисциплина)                   | Дата       |
| 1       | Киануш Ростами | Тяжёлая атлетика (до 85 кг, мужчины)      | 12 августа |
| 2       | Сохраб Моради  | Тяжёлая атлетика (до 94 кг, мужчины)      | 13 августа |
| 3       | Хассан Яздани  | Борьба (вольная, до 74 кг, мужчины)       | 19 августа |
| Серебро |                |                                           |            |
| №       | Спортсмены     | Вид спорта (дисциплина)                   | Дата       |
| 1       | Комейл Гасеми  | Борьба (вольная, до 125 кг, мужчины)      | 20 августа |
| Бронза  |                |                                           |            |
| №       | Спортсмены     | Вид спорта (дисциплина)                   | Дата       |
| 1       | Саид Абдвали   | Борьба (греко-римская, до 75 кг, мужчины) | 14 августа |
| 2       | Гасем Резаи    | Борьба (греко-римская, до 98 кг, мужчины) | 16 августа |
| 3       | Кимиа Ализаде  | Тхэквондо (до 57 кг, женщины)             | 18 августа |
| 4       | Хасан Рахими   | Борьба (вольная, до 57 кг, мужчины)       | 19 августа |

## Состав сборной
Академическая гребля
1. Махса Джавар

 Бокс
1. Эхсан Рузбахани

 Борьба
Вольная борьба
1. Комейл Гасеми
2. Алиреза Карими
3. Мейсам Нассири
4. Хасан Рахими
5. Реза Яздани
6. Хасан Яздани

Греко-римская борьба
1. Саид Абдвали
2. Хабиболла Ахлаги
3. Башир Бабаджанзаде
4. Омид Норузи
5. Гасем Резаи
6. Хамид Сориан

Велоспорт
 Шоссейный велоспорт
1. Гхадер Мизбани
2. Арвин Моаземи
3. Самад Паурсеиди

 Волейбол
1. Фархад Гаеми
2. Амир Гафур
3. Адель Голами
4. Хамзех Зарини
5. Мехди Маранди
6. Саид Маруф
7. Мехди Махдави
8. Шахрам Махмуди
9. Мойтаба Мирзаянпур
10. Мохаммад Мусави
11. Мостафа Шарифат
12. Милад Эбадипур

Гребля на байдарках и каноэ
 Гребля на гладкой воде
1. Адель Моджаллали

 Дзюдо
1. Джавад Махджуб
2. Саид Моллаеи

 Лёгкая атлетика
1. Мохаммад Арзандех
2. Пежман Галеноеи
3. Реза Гасеми
4. Хамид Реза Зураванд
5. Мохаммад Джафар Моради
6. Кавех Мусави
7. Махмуд Самими
8. Хассан Тафтиан
9. Эхсан Хаддади
10. Лейла Раджаби

 Настольный теннис
1. Нима Аламиан
2. Ношад Аламиан
3. Неда Шахсавари

 Плавание
1. Арья Насими

 Стрельба
1. Пуриа Норузиан
2. Элахех Ахмади
3. Махлага Джамбозорг
4. Голнуш Себгатоллахи
5. Наджмех Хедмати

 Стрельба из лука
1. Квота 1

 Тхэквондо
- Квота 1
- Квота 2
- Квота 3
- Квота 4

 Тяжёлая атлетика
- Квота 1
- Квота 2
- Квота 3
- Квота 4
- Квота 5

 Фехтование
- Моджтаба Абедини
- Али Пакдаман

## Результаты соревнований

### Академическая гребля
В следующий раунд из каждого заезда проходят несколько лучших экипажей (в зависимости от дисциплины). В отборочный заезд попадают спортсмены, выбывшие в предварительном раунде. В финал A выходят 6 сильнейших экипажей, остальные разыгрывают места в утешительных финалах B-F.
Женщины
| Соревнование | Спортсмены   | Предварительный заезд | Предварительный заезд | Предварительный заезд | Отборочный заезд | Отборочный заезд | Отборочный заезд | Четвертьфинал  | Четвертьфинал  | Четвертьфинал  | Полуфинал     | Полуфинал     | Полуфинал     | Финал   | Финал   | Итоговое место |
| Соревнование | Спортсмены   | Заезд                 | Время                 | Место                 | Заезд            | Время            | Место            | Заезд          | Время          | Место          | Заезд         | Время         | Место         | Время   | Место   | Итоговое место |
| ------------ | ------------ | --------------------- | --------------------- | --------------------- | ---------------- | ---------------- | ---------------- | -------------- | -------------- | -------------- | ------------- | ------------- | ------------- | ------- | ------- | -------------- |
| одиночки     | Махса Джавар | 2                     | 8:39,28               | 4                     | 1                | 8:06,57          | 3                | не участвовала | не участвовала | не участвовала | Полуфинал E/F | Полуфинал E/F | Полуфинал E/F | Финал E | Финал E |                |
| одиночки     | Махса Джавар | 2                     | 8:39,28               | 4                     | 1                | 8:06,57          | 3                | не участвовала | не участвовала | не участвовала | 1             | 8:45,54       | 2             |         |         |                |

### Бокс
Квоты, завоёванные спортсменами являются именными. Если от одной страны путёвки на Игры завоюют два и более спортсмена, то право выбора боксёра предоставляется национальному Олимпийскому комитету. Соревнования по боксу проходят по системе плей-офф. Для победы в олимпийском турнире боксёру необходимо одержать либо четыре, либо пять побед в зависимости от жеребьёвки соревнований. Оба спортсмена, проигравшие в полуфинальных поединках, становятся обладателями бронзовых наград.
Мужчины
| Категория | Спортсмены      | Первый раунд               | Второй раунд         | Четвертьфинал        | Полуфинал            | Финал                | Место                |
| Категория | Спортсмены      | Соперник Результат         | Соперник Результат   | Соперник Результат   | Соперник Результат   | Соперник Результат   | Место                |
| --------- | --------------- | -------------------------- | -------------------- | -------------------- | -------------------- | -------------------- | -------------------- |
| до 81 кг  | Эхсан Рузбахани | NEDП. Мюлленберг (7) П 0:3 | завершил выступление | завершил выступление | завершил выступление | завершил выступление | завершил выступление |

### Борьба
В соревнованиях по борьбе, как и на предыдущих трёх играх, будет разыгрываться 18 комплектов наград. По 6 у мужчин в вольной и греко-римской борьбе и 6 у женщин в вольной борьбе. Турнир пройдёт по олимпийской системе с выбыванием. В утешительный раунд попадают участники, проигравшие в своих поединках будущим финалистам соревнований. Каждый поединок состоит из двух раундов по 3 минуты, победителем становится спортсмен, набравший большее количество технических очков. По окончании схватки, в зависимости от результатов спортсменам начисляются классификационные очки.
Мужчины
Вольная борьба
| Соревнование | Спортсмены     | Первый раунд       | 1/8 финала         | Четвертьфинал      | Полуфинал          | Финал              | Место |
| Соревнование | Спортсмены     | Соперник Результат | Соперник Результат | Соперник Результат | Соперник Результат | Соперник Результат | Место |
| ------------ | -------------- | ------------------ | ------------------ | ------------------ | ------------------ | ------------------ | ----- |
| до 57 кг     | Хасан Рахими   |                    |                    |                    |                    |                    |       |
| до 65 кг     | Мейсам Нассири |                    |                    |                    |                    |                    |       |
| до 74 кг     | Хасан Яздани   |                    |                    |                    |                    |                    |       |
| до 86 кг     | Алиреза Карими |                    |                    |                    |                    |                    |       |
| до 97 кг     | Реза Яздани    |                    |                    |                    |                    |                    |       |
| до 125 кг    | Комейл Гасеми  |                    |                    |                    |                    |                    |       |

Греко-римская борьба
| Соревнование | Спортсмены         | Первый раунд       | 1/8 финала         | Четвертьфинал      | Полуфинал          | Финал              | Место |
| Соревнование | Спортсмены         | Соперник Результат | Соперник Результат | Соперник Результат | Соперник Результат | Соперник Результат | Место |
| ------------ | ------------------ | ------------------ | ------------------ | ------------------ | ------------------ | ------------------ | ----- |
| до 59 кг     | Хамид Сориан       |                    |                    |                    |                    |                    |       |
| до 66 кг     | Омид Норузи        |                    |                    |                    |                    |                    |       |
| до 75 кг     | Саид Абдвали       |                    |                    |                    |                    |                    |       |
| до 85 кг     | Хабиболла Ахлаги   |                    |                    |                    |                    |                    |       |
| до 98 кг     | Гасем Резаи        |                    |                    |                    |                    |                    |       |
| до 130 кг    | Башир Бабаджанзаде |                    |                    |                    |                    |                    |       |

### Велоспорт

#### Шоссейный велоспорт
Мужчины
| Соревнование     | Спортсмены      | Время      | Место | Отставание |
| ---------------- | --------------- | ---------- | ----- | ---------- |
| групповая гонка  | Гхадер Мизбани  | DNF        | DNF   | DNF        |
| групповая гонка  | Арвин Моаземи   | DNF        | DNF   | DNF        |
| групповая гонка  | Самад Паурсеиди | DNF        | DNF   | DNF        |
| раздельная гонка | Гхадер Мизбани  | 1:21:39,45 | 31    | +9:24,03   |

### Водные виды спорта

#### Плавание
В следующий раунд на каждой дистанции проходят спортсмены, показавшие лучший результат, независимо от места, занятого в своём заплыве.
Мужчины
| Дистанция          | Спортсмены  | Предварительный раунд | Предварительный раунд | Предварительный раунд | Полуфинал            | Полуфинал            | Полуфинал            | Финал                | Финал                |
| Дистанция          | Спортсмены  | Заплыв                | Результат             | Место                 | Заплыв               | Результат            | Место                | Результат            | Место                |
| ------------------ | ----------- | --------------------- | --------------------- | --------------------- | -------------------- | -------------------- | -------------------- | -------------------- | -------------------- |
| 200 метров брассом | Арья Насими | 1                     | 2:20,18               | 39                    | завершил выступление | завершил выступление | завершил выступление | завершил выступление | завершил выступление |

### Волейбол

#### Волейбол

##### Мужчины
Мужская сборная Ирана квалифицировалась на Игры, став лучшей азиатской сборной по итогам мирового квалификационного турнира.
Состав команды
Результаты
Групповой этап (Группа B)
|              | Матчи | Матчи | Очки | Сеты | Сеты | Сеты  | Мячи | Мячи | Мячи  |
| В            | П     | В     | Очки | П    | В:П  | В     | П    | В:П  |       |
| ------------ | ----- | ----- | ---- | ---- | ---- | ----- | ---- | ---- | ----- |
| 1. Аргентина | 4     | 1     | 12   | 12   | 4    | 3,000 | 394  | 335  | 1,176 |
| 2. Польша    | 4     | 1     | 12   | 14   | 5    | 2,800 | 447  | 389  | 1,149 |
| 3. Россия    | 4     | 1     | 11   | 13   | 6    | 2,167 | 432  | 367  | 1,177 |
| 4. Иран      | 2     | 3     | 7    | 8    | 9    | 0,889 | 389  | 392  | 0,992 |
| 5. Египет    | 1     | 4     | 3    | 3    | 12   | 0,250 | 286  | 362  | 0,790 |
| 6. Куба      | 0     | 5     | 0    | 1    | 15   | 0,067 | 300  | 403  | 0,744 |

| 7 августа 2016 22:30 UTC-3 |

| Аргентина                        | 3:0  | Иран                 |
| (25:23, 26:24, 25:18) Статистика |      |                      |
| Факундо Конте — 21               | Очки | 10 — Мохаммад Мусави |

| Мараканазинью, Рио-де-Жанейро Зрителей: 6460 Судьи: Фабрицио Паскуали, Лю Цзян |

| 9 августа 2016 17:05 UTC-3 |

| Польша                                         | 3:2  | Иран                 |
| (25:17, 25:23, 23:25, 20:25, 18:16) Статистика |      |                      |
| Бартош Курек — 23                              | Очки | 18 — Мохаммад Мусави |

| Мараканазинью, Рио-де-Жанейро Зрителей: 7227 Судьи: Пауло Турси, Сусана Родригес |

### Гребля на байдарках и каноэ

#### Гребля на гладкой воде
Соревнования по гребле на байдарках и каноэ на гладкой воде проходили в лагуне Родригу-ди-Фрейташ, которая находится на территории города Рио-де-Жанейро. В каждой дисциплине соревнования проходили в три этапа: предварительный раунд, полуфинал и финал.
Мужчины
| Соревнование               | Спортсмены       | Предварительный раунд | Предварительный раунд | Предварительный раунд | Полуфинал | Полуфинал | Полуфинал | Финал | Финал | Итоговое место |
| Соревнование               | Спортсмены       | Заплыв                | Время                 | Место                 | Заплыв    | Время     | Место     | Время | Место | Итоговое место |
| -------------------------- | ---------------- | --------------------- | --------------------- | --------------------- | --------- | --------- | --------- | ----- | ----- | -------------- |
| каноэ-одиночки, 200 метров | Адель Моджаллали |                       |                       |                       |           |           |           |       |       |                |

### Дзюдо
Соревнования по дзюдо проводились по системе с выбыванием. В утешительные раунды попадали спортсмены, проигравшие полуфиналистам турнира. Два спортсмена, одержавших победу в утешительном раунде, в поединке за бронзу сражались с дзюдоистами, проигравшими в полуфинале.
Мужчины
| Категория | Спортсмены     | 1/32 финала        | 1/16 финала                    | 1/8 финала           | Четвертьфинал        | Полуфинал            | Финал                | Место |
| Категория | Спортсмены     | Соперник Результат | Соперник Результат             | Соперник Результат   | Соперник Результат   | Соперник Результат   | Соперник Результат   | Место |
| --------- | -------------- | ------------------ | ------------------------------ | -------------------- | -------------------- | -------------------- | -------------------- | ----- |
| до 81 кг  | Саид Моллаеи   | не участвовал      | RUSХ. Халмурзаев П 000s3:000s2 | завершил выступление | завершил выступление | завершил выступление | завершил выступление | 17    |
| до 100 кг | Джавад Махджуб |                    |                                |                      |                      |                      |                      |       |

### Лёгкая атлетика
Мужчины
Беговые дисциплины
| Дисциплина        | Спортсмен      | Предварительный раунд | Предварительный раунд | Предварительный раунд | Четвертьфиналы | Четвертьфиналы | Четвертьфиналы | Полуфиналы | Полуфиналы | Полуфиналы | Финал | Финал |
| Дисциплина        | Спортсмен      | Забег                 | Время                 | Место                 | Забег          | Время          | Место          | Забег      | Время      | Место      | Время | Место |
| ----------------- | -------------- | --------------------- | --------------------- | --------------------- | -------------- | -------------- | -------------- | ---------- | ---------- | ---------- | ----- | ----- |
| бег на 100 метров | Реза Гасеми    |                       |                       |                       |                |                |                |            |            |            |       |       |
| бег на 100 метров | Хассан Тафтиан |                       |                       |                       |                |                |                |            |            |            |       |       |

Мужчины
Шоссейные дисциплины
| Дисциплина              | Спортсмен              | Время | Место | Отставание |
| ----------------------- | ---------------------- | ----- | ----- | ---------- |
| марафон                 | Мохаммад Джафар Моради |       |       |            |
| ходьба на 20 километров | Хамид Реза Зураванд    |       |       |            |

Технические дисциплины
| Дисциплина     | Спортсмен         | Квалификация | Квалификация | Финал     | Финал |
| Дисциплина     | Спортсмен         | Результат    | Место        | Результат | Место |
| -------------- | ----------------- | ------------ | ------------ | --------- | ----- |
| прыжок в длину | Мохаммад Арзандех |              |              |           |       |
| метание диска  | Эхсан Хаддади     |              |              |           |       |
| метание диска  | Махмуд Самими     |              |              |           |       |
| метание молота | Пежман Галеноеи   |              |              |           |       |
| метание молота | Кавех Мусави      |              |              |           |       |

Женщины
Технические дисциплины
| Дисциплина    | Спортсмен     | Квалификация | Квалификация | Финал     | Финал |
| Дисциплина    | Спортсмен     | Результат    | Место        | Результат | Место |
| ------------- | ------------- | ------------ | ------------ | --------- | ----- |
| толкание ядра | Лейла Раджаби |              |              |           |       |

### Настольный теннис
Соревнования по настольному теннису проходили по системе плей-офф. Каждый матч продолжается до тех пор, пока один из теннисистов не выигрывает 4 партии. Сильнейшие 16 спортсменов начинали соревнования с третьего раунда, следующие 16 по рейтингу стартовали со второго раунда.
Мужчины
| Соревнование     | Спортсмены    | Квалификация       | Первый раунд        | Второй раунд         | Третий раунд         | 1/8 финала           | 1/4 финала           | Полуфинал            | Финал                |
| Соревнование     | Спортсмены    | Соперник Результат | Соперник Результат  | Соперник Результат   | Соперник Результат   | Соперник Результат   | Соперник Результат   | Соперник Результат   | Соперник Результат   |
| ---------------- | ------------- | ------------------ | ------------------- | -------------------- | -------------------- | -------------------- | -------------------- | -------------------- | -------------------- |
| одиночный разряд | Нима Аламиан  | USAК. Джха В 4:1   | ROUО. Ионеску П 1:4 | Завершил выступление | Завершил выступление | Завершил выступление | Завершил выступление | Завершил выступление | Завершил выступление |
| одиночный разряд | Ношад Аламиан | Не участвовал      | SLOБ. Токич П 1:4   | Завершил выступление | Завершил выступление | Завершил выступление | Завершил выступление | Завершил выступление | Завершил выступление |

Женщины
| Соревнование     | Спортсмены     | Квалификация       | Первый раунд          | Второй раунд          | Третий раунд          | 1/8 финала            | 1/4 финала            | Полуфинал             | Финал                 |
| Соревнование     | Спортсмены     | Соперник Результат | Соперник Результат    | Соперник Результат    | Соперник Результат    | Соперник Результат    | Соперник Результат    | Соперник Результат    | Соперник Результат    |
| ---------------- | -------------- | ------------------ | --------------------- | --------------------- | --------------------- | --------------------- | --------------------- | --------------------- | --------------------- |
| одиночный разряд | Неда Шахсавари | Не участвовала     | BLRА. Привалова П 3:4 | Завершила выступление | Завершила выступление | Завершила выступление | Завершила выступление | Завершила выступление | Завершила выступление |

### Стрельба
В январе 2013 года Международная федерация спортивной стрельбы приняла новые правила проведения соревнований на 2013—2016 года, которые, в частности, изменили порядок проведения финалов. Во многих дисциплинах спортсмены, прошедшие в финал, теперь начинают решающий раунд без очков, набранных в квалификации, а финал проходит по системе с выбыванием. Также в финалах после каждого раунда стрельбы из дальнейшей борьбы выбывает спортсмен с наименьшим количеством баллов. В скоростном пистолете решающие поединки проходят по системе попал-промах. В стендовой стрельбе добавился полуфинальный раунд, где определяются по два участника финального матча и поединка за третье место.
Мужчины
| Соревнование                          | Спортсмены     | Квалификация | Квалификация | Полуфинал     | Полуфинал     | Финал                | Финал                |
| Соревнование                          | Спортсмены     | Результат    | Место        | Результат     | Место         | Соперник/ Результат  | Место                |
| ------------------------------------- | -------------- | ------------ | ------------ | ------------- | ------------- | -------------------- | -------------------- |
| пневматическая винтовка, 10 метров    | Пуриа Норузиан | 622,2        | 22           | не проводится | не проводится | завершил выступление | завершил выступление |
| винтовка из трёх положений, 50 метров | Пуриа Норузиан |              |              | не проводится | не проводится |                      |                      |

Женщины
| Соревнование                          | Спортсмены          | Квалификация | Квалификация | Полуфинал             | Полуфинал             | Финал                 | Финал                 |
| Соревнование                          | Спортсмены          | Результат    | Место        | Результат             | Место                 | Соперник/ Результат   | Место                 |
| ------------------------------------- | ------------------- | ------------ | ------------ | --------------------- | --------------------- | --------------------- | --------------------- |
| пневматическая винтовка, 10 метров    | Элахех Ахмади       | 417,8        | 3 Q          | не проводится         | не проводится         | 122,5                 | 6                     |
| пневматическая винтовка, 10 метров    | Наджмех Хедмати     | 415,7        | 11           | не проводится         | не проводится         | завершила выступление | завершила выступление |
| винтовка из трёх положений, 50 метров | Махлага Джамбозорг  |              |              | не проводится         | не проводится         |                       |                       |
| винтовка из трёх положений, 50 метров | Наджмех Хедмати     |              |              | не проводится         | не проводится         |                       |                       |
| пневматический пистолет, 10 метров    | Голнуш Себгатоллахи | 379          | 21           | не проводится         | не проводится         | завершила выступление | завершила выступление |
| пистолет, 25 метров                   | Голнуш Себгатоллахи | 572          | 28           | завершила выступление | завершила выступление | завершила выступление | завершила выступление |

### Стрельба из лука
В квалификации соревнований лучники выполняют 12 серий выстрелов по 6 стрел с расстояния 70-ти метров. По итогам предварительного раунда составляется сетка плей-офф, где в 1/32 финала 1-й номер посева встречается с 64-м, 2-й с 63-м и.т.д. В поединках на выбывание спортсмены выполняют по три выстрела. Участник, набравший за эту серию больше очков получает 2 очка. Если же оба лучника набрали одинаковое количество баллов, то они получают по одному очку. Победителем пары становится лучник, первым набравший 6 очков.
Женщины
| Соревнование              | Спортсмены   | Квалификация | Квалификация | 1/32 финала                | 1/16 финала           | 1/8 финала            | Четвертьфинал         | Полуфинал             | Финал                 | Место |
| Соревнование              | Спортсмены   | Результат    | Место        | Соперник Результат         | Соперник Результат    | Соперник Результат    | Соперник Результат    | Соперник Результат    | Соперник Результат    | Место |
| ------------------------- | ------------ | ------------ | ------------ | -------------------------- | --------------------- | --------------------- | --------------------- | --------------------- | --------------------- | ----- |
| индивидуальное первенство | Захра Немати | 609          | 49           | RUSИ. Степанова (16) П 2:6 | завершила выступление | завершила выступление | завершила выступление | завершила выступление | завершила выступление | 33    |

### Тхэквондо
Соревнования по тхэквондо проходят по системе с выбыванием. Для победы в турнире спортсмену необходимо одержать 4 победы. Тхэквондисты, проигравшие по ходу соревнований будущим финалистам, принимают участие в утешительном турнире за две бронзовые медали.
Мужчины
| Категория   | Спортсмены | Первый раунд       | Четвертьфинал      | Полуфинал          | Финал              | Место |
| Категория   | Спортсмены | Соперник Результат | Соперник Результат | Соперник Результат | Соперник Результат | Место |
| ----------- | ---------- | ------------------ | ------------------ | ------------------ | ------------------ | ----- |
| до 58 кг    |            |                    |                    |                    |                    |       |
| до 80 кг    |            |                    |                    |                    |                    |       |
| свыше 80 кг |            |                    |                    |                    |                    |       |

Женщины
| Категория | Спортсмены    | Первый раунд       | Четвертьфинал      | Полуфинал          | Финал              | Место |
| Категория | Спортсмены    | Соперник Результат | Соперник Результат | Соперник Результат | Соперник Результат | Место |
| --------- | ------------- | ------------------ | ------------------ | ------------------ | ------------------ | ----- |
| до 57 кг  | Кимия Ализаде |                    |                    |                    |                    |       |

### Тяжёлая атлетика
Каждый НОК самостоятельно выбирает категорию в которой выступит её тяжелоатлет. В рамках соревнований проводятся два упражнения — рывок и толчок. В каждом из упражнений спортсмену даётся 3 попытки. Победитель определяется по сумме двух упражнений. При равенстве результатов победа присуждается спортсмену, с меньшим собственным весом.
Мужчины
| Категория    | Спортсмены              | Вес | Рывок | Рывок | Рывок | Толчок | Толчок | Толчок | Всего | Место |
| Категория    | Спортсмены              | Вес | 1     | 2     | 3     | 1      | 2      | 3      | Всего | Место |
| ------------ | ----------------------- | --- | ----- | ----- | ----- | ------ | ------ | ------ | ----- | ----- |
| до 85 кг     | Киануш Ростами          |     |       |       |       |        |        |        |       |       |
| до 94 кг     | Сохраб Моради           |     |       |       |       |        |        |        |       |       |
| до 105 кг    | Мохаммадреза Барари     |     |       |       |       |        |        |        |       |       |
| свыше 105 кг | Бехдад Салимикордасиаби |     |       |       |       |        |        |        |       |       |

### Фехтование
В индивидуальных соревнованиях спортсмены сражаются три раунда по три минуты, либо до того момента, как один из спортсменов нанесёт 15 уколов. В командных соревнованиях поединок идёт 9 раундов по 3 минуты каждый, либо до 45 уколов. Если по окончании времени в поединке зафиксирован ничейный результат, то назначается дополнительная минута до «золотого» укола.
Мужчины
| Соревнование         | Спортсмены           | 1/32 финала        | 1/16 финала              | 1/8 финала                 | Четвертьфинал             | Полуфинал            | Финал                | Место |
| Соревнование         | Спортсмены           | Соперник Результат | Соперник Результат       | Соперник Результат         | Соперник Результат        | Соперник Результат   | Соперник Результат   | Место |
| -------------------- | -------------------- | ------------------ | ------------------------ | -------------------------- | ------------------------- | -------------------- | -------------------- | ----- |
| индивидуальная сабля | Мойтаба Абедини (14) | не проводится      | UKRА. Ягодка (19) В 15:9 | KORКу Бон Гиль (3) В 15:12 | FRAВ. Анстетт (6) В 15:13 | USAД. Гомер (10) :   |                      |       |
| индивидуальная сабля | Али Пакдаман (15)    | не проводится      | GERМ. Сабо (18) П 11:15  | завершил выступление       | завершил выступление      | завершил выступление | завершил выступление | 20    |